# Cosoba, Giurgiu
Cosoba (în trecut, Cosoba-Trestieni) este o comună în județul Giurgiu, Muntenia, România, formată numai din satul de reședință cu același nume.

## Așezare
Comuna se află la marginea de nord a județului, la limita cu județul Dâmbovița, pe malul stâng al Argeșului și pe cel drept al Dâmboviței. Este străbătută de șoseaua județeană DJ601A, care o leagă spre sud de Joița și mai departe în județul Ilfov de Ciorogârla, Domnești (unde se intersectează cu DNCB) și București, și spre nord în județul Dâmbovița de Brezoaele și Slobozia Moară (unde se termină în DN7). La marginea de nord a comunei și a județului, din acest drum se ramifică șoseaua județeană DJ601E, care duce spre sud-vest la Ulmi și Bolintin-Vale.

## Demografie
Componența etnică a comunei Cosoba
     Români (93,31%)
     Alte etnii (0,07%)
     Necunoscută (6,61%)
Componența confesională a comunei Cosoba
     Ortodocși (92,52%)
     Alte religii (0,58%)
     Necunoscută (6,9%)
Conform recensământului efectuat în 2021, populația comunei Cosoba se ridică la 2.767 de locuitori, în creștere față de recensământul anterior din 2011, când fuseseră înregistrați 2.611 locuitori. Majoritatea locuitorilor sunt români (93,31%), iar pentru 6,61% nu se cunoaște apartenența etnică. Din punct de vedere confesional, majoritatea locuitorilor sunt ortodocși (92,52%), iar pentru 6,9% nu se cunoaște apartenența confesională.

## Politică și administrație
Comuna Cosoba este administrată de un primar și un consiliu local compus din 11 consilieri. Primarul, Carmen Gabriel Lixandru[*], de la Partidul Național Liberal, este în funcție din 2004. Începând cu alegerile locale din 2024, consiliul local are următoarea componență pe partide politice:
|  | Partid                          | Consilieri | Componența Consiliului | Componența Consiliului | Componența Consiliului | Componența Consiliului |
|  | ------------------------------- | ---------- | ---------------------- | ---------------------- | ---------------------- | ---------------------- |
|  | Partidul Național Liberal       | 4          |                        |                        |                        |                        |
|  | Partidul Social Democrat        | 3          |                        |                        |                        |                        |
|  | Uniunea Salvați România         | 3          |                        |                        |                        |                        |
|  | Alianța pentru Unirea Românilor | 1          |                        |                        |                        |                        |

## Istorie
La sfârșitul secolului al XIX-lea, comuna purta numele de Cosoba-Trestieni, făcea parte din plasa Snagov a județului Ilfov și era formată din satele Cosoba-Golescu, Cosoba-Hristii și Trestieni, având în total 1248 de locuitori ce trăiau în 282 de case și un bordei. În comună funcționau două mori cu apă, două biserici și o școală mixtă, iar principalii proprietari de pământ erau I. Niculescu, C. Grădișteanu și P. Millo. Anuarul Socec din 1925 o consemnează sub numele nou de Cosoba, în plasa Bolintin a aceluiași județ, având 3044 de locuitori în satele Cosoba-Cristii, Cosoba-Golescu, Deleni și Trestieni. În 1931, satele Cosoba-Golești și Cosoba-Cristii fuseseră comasate sub numele de Cosoba.
În 1950, comuna a fost transferată raionului Răcari din regiunea București. În 1968, ea a revenit la județul Ilfov, reînființat, dar a fost imediat desființată, satele ei trecând la comunele Ulmi și Joița. În 1981, o reorganizare administrativă regională a dus la transferarea teritoriului actual al comunei la județul Giurgiu. Comuna a fost reînființată în 2004, de această dată numai cu satul Cosoba, prin separarea acestuia de comuna Joița.

## Monumente istorice
Două obiective din comuna Cosoba sunt incluse în lista monumentelor istorice din județul Giurgiu ca monumente de interes local, ambele clasificate ca monumente de arhitectură: conacul Nică Dorobanțu (circa 1900) aflat la ieșirea din sat către Ulmi, și biserica „Adormirea Maicii Domnului” (1899).